# Willy Janssen

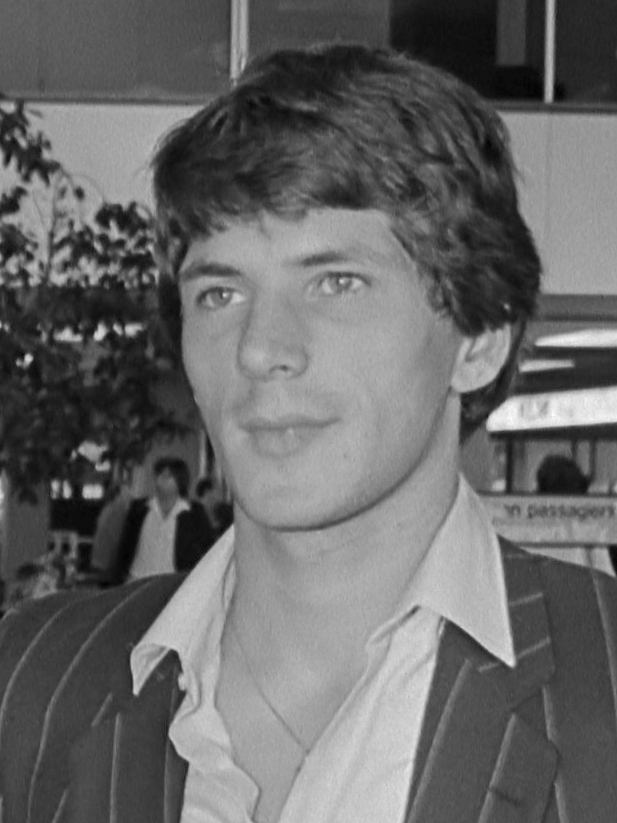
Willy Janssen (1981)

Willy Janssen (* 19. Februar 1960 in Sittard) ist ein ehemaliger niederländischer Fußballspieler.
Janssen kam als 16-Jähriger aus der Jugend von Fortuna Sittard zu PSV Eindhoven. In der Eredivisie hatte er als bis dahin drittjüngster Debütant der Liga, 16 Jahre und 198 Tage alt, seinen ersten Einsatz am 4. September 1976 gegen NAC Breda. Bis 1981 machte er 41 Spiele für die PSV in der Eredivisie; eins der letzten war am 7. März 1981 das Ligaspiel gegen Ajax Amsterdam, in dem er einer der besten Spieler war. Auch im Europa- und im UEFA-Pokal wurde er insgesamt dreimal eingesetzt. Am 1. September 1981 spielte er einmal in der Nationalmannschaft. Beim Länderspiel in Zürich gegen die Schweiz gab er unter seinem ehemaligen PSV-Trainer Kees Rijvers ebenso sein Debüt wie Frank Rijkaard, Wim Kieft und Ruud Gullit; im Gegensatz zu diesen Dreien durfte er über die vollen 90 Minuten gehen. Zu dieser Zeit war er unter seinem neuen Vereinstrainer Thijs Libregts jedoch nur noch Ersatzspieler; weder in der Nationalelf noch bei PSV kam er danach wieder zum Einsatz. Er wechselte zu NAC Breda, wo er 1985 seine aktive Laufbahn beendete. Später wurde er Jugendscout beim PSV.
Willy Janssens Sohn Tim wurde ebenfalls Profifußballer.